# Drucella
Drucella, monotipski rod jetrenjarki smješten u samostalnu potporodicu Drucelloideae, dio porodice Lepidoziaceae. Jedina je vrsta D. integristipula.
Vrsta je prvi puta opisana 1922. pod imenom Lepidozia integristipula Steph., da bi 1962. bila uključena u vlastiti zaseban rod Drucella i 1984. u vlastitu potporodicu Drucelloideae.
Raste na Novom Zelandu.

## Vanjske poveznice
- New Zealand Plant Conservation Network